# PGC 46528
LEDA/PGC 46528 (auch NGC 5090B) ist eine Balken-Spiralgalaxie vom Hubble-Typ SBb im Sternbild Zentaur am Südsternhimmel. Sie ist schätzungsweise 182 Millionen Lichtjahre von der Milchstraße entfernt und hat einen Durchmesser von etwa 110.000 Lichtjahren.

Im selben Himmelsareal befinden sich u. a. die Galaxien NGC 5082, NGC 5090, NGC 5091.